# Hindouisme et bouddhisme
Hindouisme et bouddhisme est un ouvrage de Max Weber paru en 1916. L'édition originale est en allemand, mais l'ouvrage fut traduit en anglais dès 1958. 
Il s'agit de sa troisième œuvre majeure en sociologie de la religion, après L'Éthique protestante et l'Esprit du capitalisme et Confucianisme et taoïsme. Il s'intéresse aux structures de la société indienne, aux doctrines hindouistes et bouddhistes, ainsi qu'à la portée des croyances religieuses sur l'éthique qui régit la société indienne.
Hindouisme et bouddhisme est aussi un ouvrage d'Ananda Coomaraswamy, où l'auteur met en perspective l'hindouisme et le bouddhisme selon une logique philosophique et traditionnelle similaire mais qui s'exprime différemment (voir à Hindouisme et les autres religions#Hindouisme et bouddhisme).